# Alan Perlis
Alan Jay Perlis (ur. 1 kwietnia 1922 w Pittsburghu, zm. 7 lutego 1990 w New Haven) – amerykański matematyk i informatyk; pierwszy laureat Nagrody Turinga w 1966.

## Życiorys
W 1943 uzyskał bakalaureat w dziedzinie chemii, w Carnegie Institute of Technology). W czasie II wojny światowej służył w armii amerykańskiej, gdzie zainteresował się matematyką. W 1949 uzyskał tytuł magistra matematyki, a w 1950 stopień doktorski w MIT.
W 1966 został uhonorowany Nagrodą Turinga za wkład w dziedzinie zaawansowanych technik programistycznych i skonstruowanie kompilatora. W tym czasie był członkiem zespołu, który opracował ALGOL.
Perlis był też pierwszym dyrektorem Computer Science Department w Carnegie Mellon University, a także profesorem Purdue University, Uniwersytetu Yale oraz Caltechu.
W 1982 napisał dla magazynu SIGPLAN wydawanego przez Association for Computing Machinery artykuł Epigrams In Programming, opisujące w jednozdaniowych wyimkach swoje uwagi na temat wielu aspektów programowania. Epigramy były potem wielokrotnie cytowane w literaturze informatycznej.